# Калинець Сильвестр Михайлович
Калинець Сильвестр Михайлович (нар.14 січня 1886, м. Ходорів, нині Жидачівського району Львівської області — пом.4 січня 1946, м. Куритиба, Бразилія) — український поет, прозаїк, драматург.

## Життєпис
Здобувши знання самоосвітою, володів польською, німецькою, італійською, португальською мовами.
Працював на пошті у містах Відень (Австрія), Львів, Ходорів.
Друкувався від 1904. Писав для видавництва Михайла Білоуса та Юліана Насальського в Коломиї, писав в угорській «Неділі», у всіх львівських народних газетах.
1927 і 1930 приїжджав у село Жабиня, нині Зборівського району Тернопільської області до М. Микитишина — товариша, з яким під час 1-ї світової війни подружився на Італійському фронті; залишив у селі свої твори.
1931 емігрував до Бразилії, де став співорганізатором українського видавництва «Парана».

## Творчість
Автор збірок поезій, поем, повістей, комедій та ін.
Поетичні збірки
- «Торбина сміху людям на втіху» (1921)
- «З-під рідної стріхи» (1921), накладом «Селянської Бібліотеки», Львів
- «Сміх і правда» (1930)

Поеми
- «По другім світі» (Поема в трьох частин з прольоґом). Львів 1922
- «Розбійник» (1935)

Прозові твори
- «По дорозі щастя»(1911)
- «Посеред бурі життя. Оповідання з недавної минувшости» (1911)
- «Було, та мохом поросло. Народні легенди і перекази» (1922)

Драматичні твори
- «Маланчин вечір» (1911),
- «Ночь передъ новімъ рокомъ (Маланчинъ вечеръ)» (Сценичный образокъ въ 3 водслонахъ). вид-во «Русалка», Львів 1921
- «Вертепъ» (Сценичный образокъ для колядниковъ). Львів 1921
- «Знахарка Солоха» (1930)
- «Роман і Юлія» (1934)
- «Хочу мужа» (1934)
- «Кохання з перешкодами» (1934)
- «Засвистали козаченьки [Архівовано 16 січня 2014 у Wayback Machine.]» (1935)
- «Мельникова Гандзя» (1936)
- «Дівчина з Ірасеми» (1936)
- «Літературна комедія» (1936)
- «Татари» (1938)

Інші
- «Лєґенди з уст народу». вид-во «Русалка», Львів 1921
- «Щедрівки»

Перший перекладач португальською мовою поезій Тараса Шевченка, надрукованих у книзі «Тарас Шевченко, його життя й твори» (1936)